# Charles G. Conn

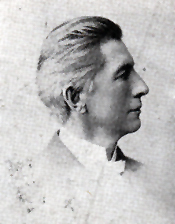
Charles G. Conn

Charles Gerard Conn (* 29. Januar 1844 in Phelps, Ontario County, New York; † 5. Januar 1931 in Los Angeles, Kalifornien) war ein US-amerikanischer Politiker. Zwischen 1893 und 1895 vertrat er den Bundesstaat Indiana im US-Repräsentantenhaus.

## Werdegang
Im Jahr 1851 kam Charles Conn mit seinen Eltern nach Elkhart in Indiana, wo er die öffentlichen Schulen besuchte. Während des Bürgerkrieges diente er im Heer der Union. Dort spielte er bis 1862 in einer Regimentskapelle; danach war er Scharfschütze. Dabei wurde er verwundet und geriet in Kriegsgefangenschaft, aus der er erst bei Kriegsende wieder entlassen wurde. Danach arbeitete er im Lebensmittel- und Bäckereigewerbe. Seit 1877 stellte er auch Musikinstrumente für Kapellen her.
Politisch war Conn Mitglied der Demokratischen Partei. Zwischen 1880 und 1883 fungierte er als Bürgermeister von Elkhart. 1889 wurde er in das Repräsentantenhaus von Indiana gewählt; im Jahr darauf gründete er die Zeitung „Elkhart Daily Truth“. Bei den Kongresswahlen des Jahres 1892 wurde Conn im 13. Wahlbezirk von Indiana in das US-Repräsentantenhaus in Washington, D.C. gewählt, wo er am 4. März 1893 die Nachfolge von Benjamin F. Shively antrat. Da er im Jahr 1894 auf eine erneute Kandidatur verzichtete, konnte er bis zum 3. März 1895 nur eine Legislaturperiode im Kongress absolvieren. Während seiner Zeit in der Bundeshauptstadt war er zeitweise Eigentümer der Zeitung „Washington Times“, die in keiner Beziehung zur heutigen „Washington Times“ steht.
Nach seinem Ausscheiden aus dem US-Repräsentantenhaus arbeitete Charles Conn wieder als Hersteller von Musikinstrumenten. Im Jahr 1916 zog er sich in den Ruhestand zurück, den er in Los Angeles verbrachte. Dort ist er am 5. Januar 1931 auch verstorben.